# Археология (издание)
Археоло́гия (укр. Археологія) — советское и украинское научное издание по проблемам археологии и древней истории, выпускаемое Институтом археологии Национальной академии наук Украины.

## История
В 1947 году Институт археологии Академии наук УССР начал выпускать научное издание под названием «Археологія», представлявшее собой сборник научных работ и выходившее, в основном, раз в год. К 1970 году вышло 24 сборника. С 1971 года стал выпускаться ежеквартальник под тем же названием. К 1988 году было выпущено 64 выпуска.
С 1989 года и до нашего времени издаётся журнал «Археология» ежегодно по четыре выпуска. В издании публикуются работы по истории археологических культур и этнических образований на территории Украины, но также затрагиваются вопросы касаемые Восточной Европы. Рассматриваются различные теоретические вопросы по археологическим исследованиям и смежным дисциплинам. Хронологически журнал ограничивается периодом от палеолита до средневековья.

## Ответственные редакторы

### Сборник
- 1947—1954 (тт. 1—9) — акад. АН УССР П. П. Ефименко
- 1957—1970 (тт. 10—24) — член-корр. АН УССР С. Н. Бибиков

### Ежеквартальник
- 1971—1974 (вып. 1—14) — член-корр. НАН Украины В. Д. Баран
- 1975—1988 (вып. 15—64) — член-корр. АН УССР И. И. Артёменко

### Журнал
- 1989—2017 — акад. НАН Украины П. П. Толочко
- с 2017 года — член-корр. НАН Украины В. П. Чабай[1].